# Pedro Martins da Torre

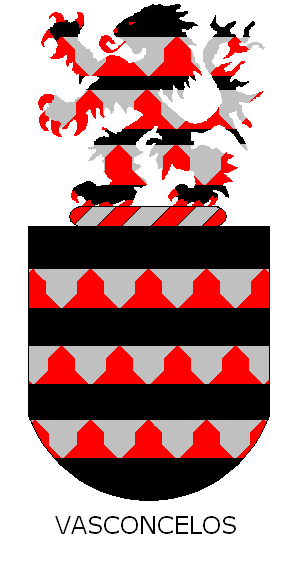
Brasão com as Armas da família Vasconcelos.

Pedro Martins da Torre (1160 -?) foi um nobre português e senhor da Torre de Vasconcelos e da vila de Amares. Esta torre que tinha sido pertença da Ordem dos Templários, foi o Solar de Vasconcelos, que daí retiraram o apelido. 
Encontra-se localizada perto do lugar de Vasconcelos, na freguesia de Ferreiros (Braga), no Concelho de Amares e Distrito de Braga.

## Relações familiares
Foi filho de D. Martim Moniz (? - 1147) e de D. Teresa Afonso, (? - 1150),  nascida em 1150, filha de Henrique De Borgonha, e Teresa Alfonso De Borgonha (nascida Castela, neta de  Afonso VII Rei De Leão e Castela ), de quem teve 2 filhos: 
1. D. João Peres de Vasconcelos, “O Tenreiro” (1200 -?) e casado com Maria Soares Coelho (1210 -?), filha de Soeiro Viegas Coelho (1160 -?) e de Mór Mendes de Gandarei (1070 -?).
2. D. Sancha Peres de Vasconcelos, que casou por duas vezes, a 1ª com D. Mendo Afonso e a segundo com D. João Gomes Barreto.